# Braque Dupuy
De Braque Dupuy is een hondenras dat afkomstig is uit Frankrijk. Het is een jachthond. Over de herkomst van het ras bestaan twee theorieën. De ene theorie is dat een jager die Dupuy heette zijn teef liet dekken door een reu van een niet bekend ras, de andere theorie is dat de Braque Dupuy een zeer oud ras is, waarvan een jachtopziener genaamd Dupuy enkele exemplaren behield tijdens de Franse Revolutie.
Een volwassen reu is ongeveer 68 centimeter hoog, een volwassen teef ongeveer 66 centimeter. Het gewicht van de volwassen reu is ongeveer 28 tot 30 kilogram, die van de teef 27 tot 29 kilogram.
Bracco italiano ·
Braque d'Auvergne ·
Braque de l'Ariège ·
Braque du Bourbonnais ·
Braque Dupuy ·
Braque français ·
Braque Saint-Germain ·
Český fousek ·
Drentsche patrijshond ·
Duitse staande hond (draadhaar) ·
… (korthaar) ·
… (langhaar) ·
… (stekelhaar) ·
Engelse setter ·
Épagneul bleu de Picardie ·
Épagneul breton ·
Épagneul de Pont-Audemer ·
Épagneul français ·
Épagneul picard ·
Gammel dansk hønsehund ·
Gordon setter ·
Griffon Boulet ·
Griffon Korthals ·
Grote münsterländer ·
Ierse setter ·
Kleine münsterländer ·
Perdigueiro de Burgos ·
Perdigueiro português ·
Poedelpointer ·
Pointer ·
Slovenský hrubosrstý stavač ·
Spinone italiano ·
Stabij ·
Vizsla ·
Weimarse staande hond